# Jiří Adámek
 Jiří Adámek  (* 16. Oktober 1947 in Pilsen) ist ein tschechischer Mathematiker, Informatiker und Hochschullehrer. Er ist ein Experte für Kategorientheorie und ihre Anwendungen in Algebra, Topologie und Informatik.

## Leben und Forschung
Adámek studierte Mathematik an der Karls-Universität in Prag, wo er 1971 das Diplom erhielt. 1979 promovierte er bei Věra Trnková an der Tschechischen Technischen Universität in Prag. Das Thema seiner Dissertation lautete: Categorical Theory of Automata. Von 1972 bis 1993 war er Hochschuldozent und seit 1992 Professor an der Tschechischen TU in Prag. Von 1991 bis 1993 war er dort Vorstand des Institutes für Mathematik. 1991 habilitierte er an der Karls-Universität und 1993 wurde er Professor am Institut für Theoretische Informatik an der Technischen Universität Braunschweig. Er hat mehr als zweihundert Forschungsarbeiten und neun Monographien und Lehrbücher veröffentlicht. 2004 gründete er die Zeitschrift Logical Methods in Computer Science und war leitender Redakteur bis 2015. Er ist bekannt für seine Arbeit an Fixpunkten von Funktoren, die die Lösungen für rekursive Domänengleichungen sind und daher für die Semantik von Programmiersprachen und die Spezifikation abstrakter Datenstrukturen unverzichtbar.

## Veröffentlichungen (Auswahl)
- A categorical approach to algebraic language theory, Urbat, Henning, Braunschweig, 2018
- Proceedings / Workshop Domains II, Braunschweig, Institut für Theoretische Informatik, 1996
- mit Horst Herrlich, George E. Strecker: Abstract and Concrete Categories: The Joy of Cats (Pure and Applied Mathematics: A Wiley Series of Texts, Monographs and Tracts), 1990, ISBN 978-0-486-46934-8
- mit Věra Trnková: Automaten und Algebren in Kategorien in Mathematik und ihre Anwendungen 37, Kluwer, 1990